# Wompoofruktduva
Wompoofruktduva (Megaloprepia magnifica) är en fågel i familjen duvor inom ordningen duvfåglar.

## Utseende och läte
Wompoofruktduvan är en mycket stor färgglad duva med grön ovansida och ljusgrått huvud. På vingundersidorna och buken är den lysande gul, medan bröstet är purpurfärgat. Lätet som ofta hörs är ett högljutt och explosivt "Wom-Pooooo", därav namnet.

## Utbredning och systematik
Wompoofruktduvan delas in i fem underarter med följande utbredning:
- Megaloprepia magnifica puella – västpapuanska öarna (Waigeo, Batanta, Salawati och Misool) samt nordvästra Nya Guinea (Vogelkop)
- Megaloprepia magnifica poliura – låglänta New Guinea (förutom Vogelkop), inklusive öar utanför norra kusten
- Megaloprepia magnifica assimilis – nordöstra Australien (Kap Yorkhalvön)
- Megaloprepia magnifica keri – nordöstra Australien (Bellenden Ker Range i nordöstra Queensland)
- Megaloprepia magnifica magnifica – östra Australien (från södra Queensland till norra New South Wales)

### Släktestillhörighet
Arten placerades tidigare i släktet Ptilinopus. Genetiska studier visar dock att detta släkte är parafyletiskt i förhållande till Alectroenas.

## Status och hot
Arten har ett stort utbredningsområde, men tros minska i antal, dock inte tillräckligt kraftigt för att den ska betraktas som hotad. Internationella naturvårdsunionen IUCN listar arten som livskraftig (LC).